# Anna Muzyczuk
Anna Ołehiwna Muzyczuk (ukr. Анна Олегівна Музичук, ur. 28 lutego 1990 we Lwowie) – ukraińska szachistka, reprezentantka Słowenii w latach 2004–2014, arcymistrzyni od 2004, posiadaczka męskiego tytułu arcymistrza od 2012 roku.

## Kariera szachowa

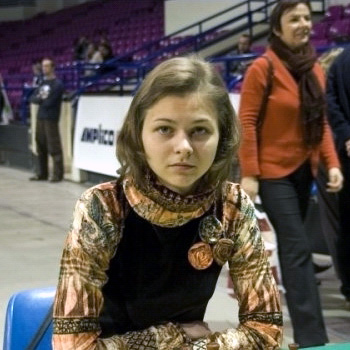
Anna Muzyczuk, Warszawa 2006

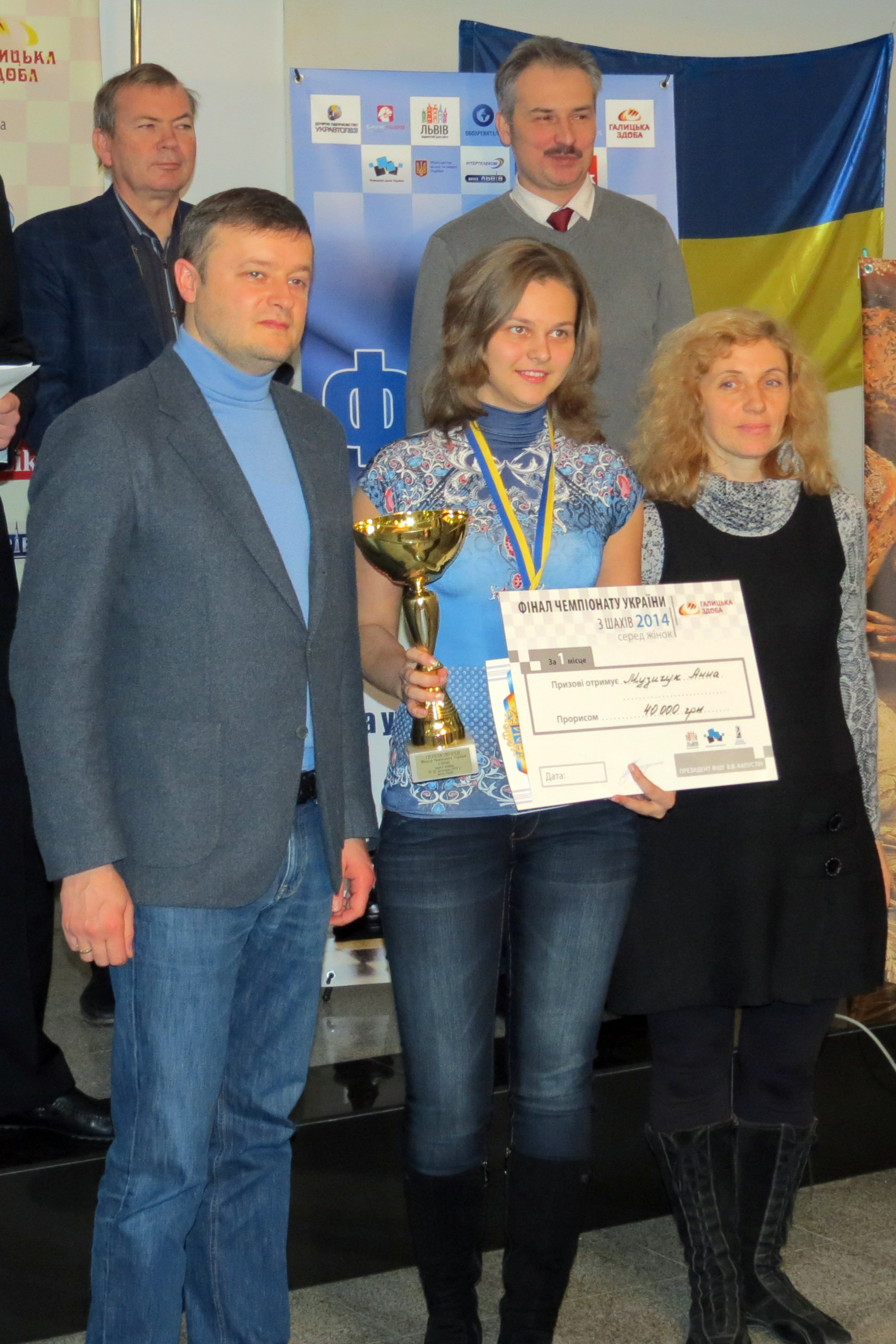
Anna Muzyczuk z pucharem za zwycięstwo w mistrzostwach Ukrainy w 2014 roku

Jest jedną z najbardziej utalentowanych szachistek w historii. Zasady gry w szachy poznała w wieku 3 lat, a pierwszy turniej wygrała mając lat 5. Trzykrotnie zdobyła tytuły mistrzyni Ukrainy w kategorii juniorek: 2000 (do 10 lat), 2002 (do 12 lat) i 2004 (do 20 lat). Jest wielokrotną medalistką mistrzostw Europy juniorek, w tym: pięciokrotnie złotą (1998 i 2000 - do 10 lat, 2002 - do 12 lat, 2003 i 2004 - do 14 lat) oraz trzykrotnie srebrną (1997 i 1999 - do 10 lat, 2001 - do 12 lat). Poza tym w 2000 r. zdobyła brązowy medal mistrzostw świata w grupie do 10 lat, w 2002 – srebrny w kategorii do 12 lat, a w 2004 – również srebrny (do 14 lat). W następnym roku triumfowała w Belfort w mistrzostwach świata juniorek do 16 lat, natomiast w 2010 r. w Chotowej – w kategorii do 20 lat.
W 2003 r. zwyciężyła w indywidualnych mistrzostwach Ukrainy, rozegranych w Mikołajowie, w 2004 r. podzieliła II-III m. (wraz z Ildikó Mádl) w arcymistrzowskim turnieju rozegranym w Szombathely, natomiast w 2006 r. zajęła VII m. w mistrzostwach Europy, które rozegrano w Kuşadası oraz podzieliła I m. (wraz z Nino Churcidze) w otwartych mistrzostwach Węgier w Szeged. W 2007 r. zwyciężyła w rozegranych w Predeal mistrzostwach Europy kobiet w szachach błyskawicznych oraz zdobyła srebrny medal w szachach szybkich. W 2010 r. zwyciężyła w turnieju Maia Chiburdanidze Cup w Tbilisi, natomiast w 2012 r. zdobyła w Gaziantepie brązowy medal indywidualnych mistrzostw Europy. W 2012 r. zwyciężyła również (wspólnie z Humpy Koneru) w turnieju FIDE Women's Grand Prix w Kazaniu. W 2014 r. w Chanty-Mansyjsku wywalczyła tytuł mistrzyni świata w szachach błyskawicznych, natomiast we Lwowie zdobyła tytuł indywidualnej mistrzyni Ukrainy.
Wielokrotnie reprezentowała Słowenię i Ukrainę w turniejach drużynowych, m.in.:
- sześciokrotnie na olimpiadach szachowych (w latach 2004, 2006, 2008, 2010, 2012, 2014); medalistka: wspólnie z drużyną – brązowa (2014)[13],
- na drużynowych mistrzostwach świata (w roku 2015),
- czterokrotnie na drużynowych mistrzostwach Europy (w latach 2005, 2007, 2009, 2011); medalistka: indywidualnie – (2011 – na I szachownicy)[14].

Najwyższy ranking w dotychczasowej karierze osiągnęła 1 lipca 2012 r., z wynikiem 2606 punktów zajmowała wówczas 3. miejsce (za Judit Polgár i Hou Yifan) na światowej liście FIDE, jednocześnie zajmując 1. miejsce wśród słoweńskich szachistek.

## Życie prywatne
Młodsza siostra Anny Muzyczuk, Marija, również jest znaną szachistką i posiada tytuły arcymistrzyni oraz męskiego arcymistrza.